# Тарханы (Оренбургская область)
Тарханы — упразднённый посёлок в Асекеевском районе Оренбургской области. На момент упразднения входил в состав сельского поселения Старомукменевский сельсовет. Исключен из учётных данных в 2007 году.

## География
Располагался на правом берегу реки Большой Кинель, на расстоянии, примерно, 5 километр к юго-востоку от села Старомукменево.

## История
По данным на 1931 год деревня Тарханы состояла из 56 хозяйств. В административном отношении входил в состав Старомукменевского сельсовета Бугурусланского района Средневолжского края. В 1930-е годы в деревне был организован колхоз «Тархан» (позже переименован в колхоз имени Крупской).
Постановление Законодательного Собрания Оренбургской области от 07 сентября 2007 года № 1504/304-IV-ОЗ посёлок исключен из учётных данных.

## Население
По данным на 1930 год в деревне проживало 255 человек, основное население — татары.
По переписи 2002 года в посёлке отсутствовало постоянное население.